# Félix Pérez Amador
Félix Pérez Amador (19 de enero de 1936- 7 de diciembre de 2020) es un político mexicano, líder magisterial, legislador local y federal,  militante del Partido Revolucionario Institucional.

## Biografía
Nace un 19 de enero de 1936 en el pueblo de San Lucas Cuauhtelulpan,  Municipio de Tlaxcala.
En la década de los 30´s,  a unos años de fundarse el PNR (PRI)(1929),  época en que el promedio de vida de los mexicanos no rebasaba los 33 y 34 años, el matrimonio conformado por Julio Pérez Sánchez e Isabel Amador Flores, tuvieron, como su segundo hijo, a quien años más tarde se convertiría en diputado federal por el I Distrito Electoral y defendería, la esencia del artículo 3 de la Constitución;  en contra de la voluntad del presidente Carlos Salinas de Gortari, votaría en el pleno del H. Congreso de la Unión, junto con Jesús Pelcastre Rojas, a favor de mantener incólumnes los principios de la propiedad ejidal. 
Hijo de campesinos, nieto del Revolucionario Félix Pérez Hernández y de Doña Diega Sánchez Aguilar,  Pérez Amador habría de aprovechar las oportunidades que brindaban los gobiernos posrevolucionarios,  (del PRI), y,  a través de la educación pública, laica y gratuita,  pudo realizar sus estudios en la Escuela Primaria,  que hoy lleva por nombre,  Luis G. Salamanca, ubicada en la capital del Estado, a donde diariamente se trasladaba el niño Félix, a pie, descalzo, sin abrigo alguno,  como la mayoría de los niños de esos tiempos.
La preparación académica de Pérez Amador corría a la par con el trabajo arduo, bajo el sol y sobre el surco, a veces,  arando, otras, aterrando,  despuntando, amogotando, o como el humilde pastorcillo que admira admiraba el cielo que cubre las tierras del barrio de Zapotla.
Desde joven,   Pérez Amador tuvo inclinaciones por la política, sobre todo al observar que su papá,  Don Julio,  había ocupado varios cargos en el Pueblo de Cuauhtelulpan y se había desempeñado como Regidor del H. Ayuntamiento de Tlaxcala.  Ese gusto por la política le llevaría a ocupar,  en 1960,  la Secretaria de Acción Política de la Dirección Estatal de la Juventud, dirigida,  en ese entonces, por su hermano mayor,  Raymundo y en el ámbito nacional,  por Tulio Hernández Gómez.
Pronto, en 1963, a los 26 años de edad, Félix Pérez Amador, ocuparía el cargo de Secretario General del Comité Directivo Estatal del PRI,  después de haber fungido como orador oficial del Candidato del PRI al Gobierno del Estado de Tlaxcala, el profesor y Licenciado Anselmo Cervantes Corona.
Por esos años contrajo matrimonio con la Profesora María del Roció Cano Hernández, procreando a cuatro hijos, Alex, César, Giovanni y a Omar. Desde entonces radica en la población de Panotla.
Las actividades políticas de Pérez Amador siempre han sido permanentes, con cargos públicos,  o sin ellos, como en el pasado reciente, pero siempre ha permanecido firme en sus convicciones políticas y su gusto por la lectura y por la cultura.
Pérez Amador cuenta con un buen acervo bibliográfico sobre política, filosofía, educación, derecho, economía, historia, arte; además de continuar participando activamente en el quehacer político y cultural del Estado de Tlaxcala.
Una gran parte de su vida,  Félix Pérez Amador la ha dedicado a la educación, a la formación de la niñez de Tlaxcala, siendo egresado de la Escuela Normal Oral del la Ciudad de México, titulándose en el Centro Oral No. 27 del Instituto Federal de Capacitación del Magisterio de la ciudad de Tlaxcala. 
Los Gobiernos Posrevolucionarios impulsaron la Educación Pública y tuvieron la necesidad de habilitar como maestros a los egresados de las primarias y secundarias, con el propósito de lograr en poco tiempo alfabetizar a miles de niños y jóvenes de nuestro país, que se multiplicaron en el llamado Milagro Mexicano. Antes de graduarse como Profesor, Pérez Amador, como muchos maestros,  impartía clases a los niños de alejadas de comunidades rurales de Tlaxcala, como Pilancón, Pocitos y otras, del Municipio de Altzayanca.
Se graduó como Profesor de Educación Primaria, trabajó por varios años en las aulas, llegó a ser Director de Escuela Primaria y más tarde Supervisor de Primarias.
Como maestro,  trabajó en localidades como,   Teolocholco, Zacatelco, Altazayanca, Tlacochcalco. Totolac, y otras comunidades de Tlaxcala,  esta labor le permitió un holgado triunfo cuando fue postulado como Candidato a diputado federal por el I Distrito Electoral, precisamente cuando se escindió el PRI, en la época de la conformación del Frente Cardenista de Reconstrucción Nacional. Pérez Amador, llegó a ser candidato a diputado con el apoyo de la sección 31 del SNTE, llevando como suplente a la Profesora Nelly Ramírez Mendoza. Pérez Amador ha realizado trabajo político sindical, desde las estructuras delegaciones y seccionales del SNTE. .Con el Profesor Antonio Mena Montealegre,padre del Gobernador Marco Antonio Mena Rodríguez(2016-2020) conformó,  en el ámbito estatal,  el denominado tercer grupo,  posteriormente fungió como Asesor de varios Secretarios Generales del Comité de la Sección 31 del SNTE, entre ellos, Aquilino Espinoza Fernández, su tío, Marino Pérez Sánchez; el profesor Joel Molina Ramírez,( dirigente estatal del MORENA, 2018)  Rubén Najera Pulido y el extinto Eliseo Carro Pineda y unos meses del Profesor Crisóforo Morales, quién rompe con la relación a consecuencia de la llegada de Elba Esther Gordillo Morales.
En diciembre de 1980, previo análisis del Comité Ejecutivo Nacional del SNTE,(Antonio Jaimes Aguilar era el representante del Comité Ejecutivo Nacional del SNTE) y para frenar los embates del Comité de Lucha de la Coordinadora Nacional, es electo Secretario General de la Sección 31 del SNTE, en un Congreso sin precedentes en Tlaxcala, porque nunca antes, alguien directamente de la base,  no del Comité de la Sección 31,  había sido elegido dirigente máximo de los Trabajadores afiliados al SNTE. 
En ese cargo tuvo la oportunidad de trabajar a favor de los trabajadores de la Educación de Tlaxcala, gestionando una Unidad de la Universidad Pedagógica Nacional, ubicada en San Pablo Apetatitlan; gestionando la Clínica Hospital del ISSSTE;  la Tienda Sindical; la construcción del Auditorio del Magisterio y el edificio de la Escuela Sindical; por ese tiempo, también se adquirió una imprenta que posibilitó que la Sección  31 del SNTE tuviera un periódico denominado Tlaxcallan. El cargo de Secretario General del SNTE lo desempeñó sin remuneración personal. sólo con una comisión (Al periodo siguiente todos los Secretarios Generales comenzaron a cobrar una compensación.
Las gestiones se hicieron durante los periodos de José López Portillo,  y Tulio Hernández Gómez, quien,   además,  donó un predio para el SNTE, cerca de la ahora Central de Autobuses de Tlaxcala.
Pérez Amador, como Secretario General convocó a varias marchas de protesta y plantones que terminaron con la destitución de funcionarios de la SEP, situación que en varios casos molestó al Comité Ejecutivo Nacional y al propio Gobernador Tulio Hernández Gómez.
La labor de Félix Pérez Amador frente a la Sección 31,  le abrió espacios a los maestros de Tlaxcala en el Comité Ejecutivo Nacional del SNTE, y de ese modo ocupó en 1983,  el cargo de Secretario de Pensiones y Jubilaciones del Comité Ejecutivo Nacional, presidido por el Profesor Alberto Miranda Castro; en 1986 es electo Secretario de Orientación Ideológica dentro del Comité Nacional representado por Antonio Jaimes Aguilar;   en 1989 es designado Secretario Particular del Secretario General del Comité Ejecutivo Nacional del SNTE, J. Refugio Araujo del Ángel,  cargo que dejó para cumplir su encomienda en el H. Congreso de la Unión. El 24 de abril de 1989 asume la Secretaría General Elba Esther Gordillo Morales y le invita a colaborar como su Secretario Particular B. pero por situaciones de salud desiste en el cargo.
Dentro del Comité Ejecutivo Nacional del SNTE su trayectoria fue brillante,  un maestro tlaxcalteca que llevó la representación del SNTE, a la Confederación Internacional de Educadores en Berlín Alemania;  pero también acudió a otros foros en ciudades como Guayaquil,  Ecuador,   en San José de Costa Rica y a Managua,  Nicaragua. 
Fue miembro del Consejo Nacional Técnico de Educación.( 1984-1986); intervino como orador oficial en diversos eventos del SNTE y fue nombrado responsable de varios Congresos del SNTE en diversas entidades de la República, como Zacatecas, Chihuahua, Oaxaca, Baja California, Jalisco, entre otras. 
Pérez Amador, vecino de Panotla,   con las responsabilidades sindicales, motivó a los maestros de Panotla a participar activamente en la vida sindical, gracias a ello, de la tierra de maestros, surgió el segundo Secretario General de la Sección 31 del SNTE, el Profesor Eliseo Carro Pineda. Muchos años antes, Desidero Meneses había ocupado el cargo de Secretario General de la Sección 31 del SNTE. A partir de entonces, los maestros de Panotla durante varios periodos han ocupado cargos en las secciones 31 y 55 del SNTE.
Pero también el arribo del maestro Félix a las dirigencias sindicales estatal y nacional, fue un aliciente.  para que muchos panotlenses se incorporarán a las filas del magisterio y otros más, ocuparán Direcciones Técnicas,  Supervisiones y cargos en la SEP.
A la par de la carrera de dirigente Sindical,  Pérez Amador, no abandonó el quehacer en su partido, y de ese modo,  en 1978 fue designado Secretario de Acción Cooperativa de la CNOP en Tlaxcala, entonces presidida por Rafael Minor Franco.
En 1983, asume la Diputación por el V Distrito Local Electoral con cabecera en Ixtacuixtla, conforma las llamadas "brigadas de trabajo" realizando funciones de cine, y gestiones para los municipios de Panotla, Totolac, Ixtacuixtla y San Pablo Apetatitlán,   coordinando a los Presidentes Municipales de esa época,  Aristeo Calva Lira,  Tomás Morales Hernández,  Abel Felipe Sánchez Flores y Emma Nava de Castañon.
En 1987, Beatriz Paredes Rangel, candidata a la gubernatura del Estado (PRI),  lo nombra Coordinador General de la Promoción del Voto.
Fue el creador en el Estado de Tlaxcala, de los Comités Municipales PRI-SNTE,  Antecedente del Partido Nueva Alianza organizado por Elba Esther Gordillo Morales. 
En diciembre de 1988, toma posesión como diputado Federal por el I Distrito Electoral siendo integrante de la Gran Comisión de la H. Cámara de Diputados.
Durante su labor como diputado Local y Diputado  Federal realizó diversas gestiones entre las más importantes, la Construcción de la Presa ubicada en la población de San Miguel, Municipio de Ixtacuixtla;  la pavimentación de diversos accesos a varias comunidades de ese municipio, la construcción de la Unidad Deportiva de Panotla, el establecimiento de varias instituciones educativas en los Distritos que representó y otras obras.
En 1992, la Secretaria de Gobernación lo nombra Coordinador en el Estado de Tlaxcala de los Programas Nacionales, Políticos y Económicos . En 1993, es nombrado Asesor del Gobernador José Antonio Álvarez Lima, después de una profunda crisis en el sector educativo provocada por la gestación del llamado Movimiento de Bases Magisteriales, que demandaba mejoras salariales,  el incremento del aguinaldo, el transporte para los maestros y otras prestaciones;  en consecuencia, el Gobierno del Estado, responsabilizó a Pérez Amador de la gestación del movimiento que paralizó las actividades en casi todo el Estado por los bloques a carreteras y que a punto estuvo de provocar la caída del Gobernador José Antonio Álvarez Lima. El Gobierno lo vínculo a ese movimiento porque varios de sus líderes meses antes se reunían en el domicilio de Pérez Amador,  
En 1997 en el marco de  la campaña del candidato a gobernador del PRI, Joaquín Cisneros Fernández, Félix Pérez Amador junto con Rubén Najera Pulido organiza la Agrupación Política Tlaxcalteca que propone como candidato a diputado local a Carlos Bailón Valencia. En esa campaña, Félix Pérez es nombrado delegado especial para el Municipio de Tlaxcala y posteriormente es coordinador distrital federal. 
Sin embargo el PRI es derrotado y  Pérez Amador, liderea, junto con otros priistas,  generan el Movimiento de Resistencia,  ante lo que se consideró como fraude electoral, y que daba como triunfador al otrora.  priista Alfonso Sánchez Anaya. Sin embargo, a pesar de las demandas de un posible fraude, Sánchez Anaya toma posesión como Gobernador, y a los pocos meses en el cargo,  manda quemar los paquetes electorales.
En la campaña de Francisco Labastida Ochoa Pérez Amador participa apoyando a su Partido y  en especial a Héctor Ortiz Ortiz, Candidato por segunda ocasión a diputado federal, por el III Distrito. El 2 de julio de 2000 el partido pierde la presidencia de la República, ganando los candidatos a senadores y a diputados federales en el Estado de Tlaxcala.
En el año 2004, Pérez Amador apoya.  en un proceso interno de selección del PRI para elegir Candidato a la Gubernatura a Héctor Israel Ortiz Ortiz, quien posteriormente se postula por una Alianza, encabezada por el PAN. Pérez Amador permanece dentro de las filas del PRI trabajando en favor del Candidato Mariano González Zarur,  a la postre es derrotado.
Félix Pérez Amador ha sido Consejero Estatal del Partido Revolucionario Institucional, realiza diversas actividades dentro del PRI,  en el Estado de Tlaxcala,  constituye una corriente interna dentro del PRI, junto a Hugo Tonix Rodríguez , denominada "La Patria es Primero". agrupación  que durante más de 6 años, mantuvo una fuerte oposición al Gobierno del PAN.
Posteriormente a través del PRI, Pérez Amador realiza un trabajo político a favor de Mariano González Zarur, quien el 6 de julio de 2010 es electo Gobernador del Estado de Tlaxcala, siendo postulado por el PRI y otras organizaciones y grupos de otros partidos políticos.
Pérez Amador ha desarrollado otras actividades, entre ellas, haber sido uno de los promotores para el establecimiento del Periódico “ EL SOL DE TLAXCALA” , donde,  además, ha sido colaborador y articulista.
También fue Fundador y colaborador del periódico Justicia Social,  órgano informativo del CDE del PRI.  1963-1964
Colaboró un buen tiempo como articulista del periódico,  “El Real” semanario de la ciudad de Netzacualcoyotl, Estado de México.
La oratoria ha sido una actividad que siempre la ha inquietado, siendo campeón estatal de Oratoria en un concurso organizado por el PRI en 1962, posteriormente participó en varios eventos de nivel nacional.
Es licenciado en Derecho egresado de la Facultad de Derecho de la UNAM entre 1972 y 1976, titulándose con la tesis “Los sindicatos en el derecho laboral mexicano”. En ese periodo, Pérez Amador se desempeñaba como Director Comisionado en San Lucas Tlacochcalco, después de sus labores se trasladaba a Ciudad Universitaria para cursar sus estudios.
En 1992 se inscribe a la División de Estudios de Postgrado de la Facultad de Derecho de la Benemérita Universidad Autónoma de Puebla con el propósito de estudiar la Maestría en Derecho Económico.
Pérez Amador es un ejemplo para los priistas de Tlaxcala y de México. Por varios años no ha ocupado cargos en la Administración Pública, sin embargo, siempre se ha mostrado como una persona leal y de convicción. 
Ha tenido la posibilidad de cambiar de Partido con una expectativa que lo hubiera llevado a ocupar importantes cargos en los Gobiernos Federal o Estatal, pero sus convicciones y sus principios le han permitido ser esclavo de sus ideales, pero no de los hombres, como expresaba Emiliano Zapata.
EL SNTE, su organización y el PRI, tienen una esencia que es la Educación al Servicio del Pueblo, como reclamo de la Justicia Social
En 2015 ,el Comité Ejecutivo Nacional  del PRI  presidido por César Camacho Quiroz, lo distingue con un Reconocimiento a su militancia partidista, y el Foro Nacional Permanente de Legisladores, Capítulo Tlaxcala, le entrega el pasado en diciembre de 2015 otro Reconocimiento más 
En abril de 2018 recibe un Reconocimiento de parte del Lic. Roberto Lima Morales, Presidente del C.D.E. del P.R.I.  Nuevamente con motivo 
del 25 aniversario luctuoso de Luis Donaldo Colosio Murrieta, el Comité Directivo Estatal del PRI entregó reconocimientos a la vida y obra de cuadros distinguidos del partido, entre ellos, Félix Pérez Amador, pero por razones de salud no pudo asistir.
Félix Pérez Amador, recientemente ha tenido algunos problemas de salud, sin embargo, a sus 85 años de edad, continúa realizando lecturas de diversos autores, entre ellos, de Miguel Oxiacan; además está pendiente de la vida política del país y de Tlaxcala.
Hasta el momento continua afiliado al Partido Revolucionario Institucional y se mantiene como maestro jubilado institucional a la actual dirigencia del SNTE, muy independientemente de la amistad que le confiere la Profesora Elba Esther Gordillo Morales.
- Datos: Q5872394